# Falsimohnia hoshiaii
Falsimohnia hoshiaii is een slakkensoort uit de familie van de Buccinidae. De wetenschappelijke naam van de soort is voor het eerst geldig gepubliceerd in 1996 door Numanami als Pareuthria hoshiaii.